# Yves Bréchet
Yves Bréchet, né le 12 octobre 1961 à Chamalières, est un professeur des universités à l'Institut polytechnique de Grenoble, spécialiste des matériaux. Il est actuellement directeur scientifique de la société Saint-Gobain, et professeur à l'université Monash à Melbourne en Australie ainsi qu'à l'université McMaster à Hamilton en Ontario au Canada. Il est membre de l'Académie des sciences depuis 2010.

## Biographie
Ses professeurs, Jean-Pierre Sarmant en classe préparatoire, et Yves Quéré à l’École polytechnique, lui communiquent respectivement la passion de la physique et de la métallurgie. 
Il est professeur des universités et enseignant-chercheur à Institut polytechnique de Grenoble (INP) jusqu'en 2018, professeur associé à l'université McMaster à Hamilton entre 1993 et 2012, membre junior (1992-1997) puis senior (2005-2010) de l'Institut universitaire de France.
Il a encadré ou co-encadré plus de 80 thèses de doctorat, et a été membre de nombreux comités d'évaluation pour le CNRS ou l'enseignement supérieur
Il a été également conseiller scientifique auprès de ArcelorMittal, du CEA (DEN et DAM), et consultant scientifique auprès d'Alcan, d'EDF, et de l'ONERA.
Il a été membre du comité de rédaction de différentes revues scientifiques : Modelling and Simulation in Materials Science and Engineering, Materials Science Engineering et Techniques de l'Ingénieur[réf. souhaitée].
Membre du conseil de gouvernance de Acta materialia[réf. souhaitée]. 
Le 30 novembre 2010, il est élu membre de l'Académie des sciences. Il est aussi membre de l'European Academy of Sciences[réf. souhaitée], de l'Academia Europea et de l'Académie lorraine des sciences. 
Sur proposition de la ministre de l'Enseignement supérieur et de la Recherche, Yves Bréchet est nommé le 19 septembre 2012 membre du CEA en qualité de personnalité qualifiée dans le domaine scientifique et industriel, haut-commissaire à l'Énergie atomique, de 2012 à 2018. Il succède à ce poste à Catherine Cesarsky.
Le 1er mai 2017, il signe avec d'autres scientifiques un texte appelant à voter en faveur d'Emmanuel Macron lors du second tour de l'élection présidentielle de 2017, afin de « barrer la route au pire », représenté par Marine Le Pen,.
Il quitte de lui-même la fonction de haut-commissaire à l'énergie atomique le 23 septembre 2018.
Il est depuis 1993 « Adjunct professor » à l'université McMaster au Canada, et depuis 2018 « Research Professor » à l'université Monash en Australie et « Advisory Professor » à l'université de Shanghai Jiaotong en Chine. Il donne un cours à l'ENA depuis 2018 sur « l'instruction scientifique des dossiers politiques ».
Il préside le conseil scientifique de la fondation « La main à la pâte » pour la formation des maîtres, depuis 2011.
En 2018, il a créé et préside le conseil scientifique de Framatome. Il est actuellement directeur scientifique de la compagnie Saint-Gobain.

## Prix et distinctions
Il est titulaire de nombreuses distinctions, parmi lesquelles :
- prix Péchiney de l'Académie des sciences (1990) ;
- membre junior de l'Institut universitaire de France (1992-97) ;
- Gledden Fellowship, UWA Australia (1993) ;
- prize Materials Science and Technology of FEMS (1995), pour ses contributions en modélisation ;
- prize of the Korber foundation (1996), for modelling in materials science (avec M.Ashby et M.Rappaz) ;
- prix Bastien Guillet de la SF2M (2000) ;
- Weinberg Lecture University of British Columbia, Canada (2003) ;
- membre senior à l'Institut universitaire de France ; chaire de physicochimie des matériaux de structure (2005-2010) ;
- prix Sawamura de l'ISIJ, Japon(2006) ;
- prix Guimaraes de l'ISIJ (2006) ;
- Cohen Lectures de l'université Northwestern à Chicago (2006) ;
- D.K.McDonald Lecture, Canada (2007) ;
- Médaille d'argent du CNRS (2009)[12] ;
- Max Planck Lecture, Stuttgart (2009) ;
- Thermec Distinguished award (2009) ;
- Membre de l'Académie européenne des sciences, des arts et des lettres (2009) ;
- Chevalier de la Légion d'honneur (2010) ;
- prix de la recherche Lee Hsun, Chine (2010) ;
- prix Aymé Poirson de l'Académie des sciences (2010)[13],
- médaille Henry Marion Howe (2010) ;
- prix Gay-Lussac Humboldt (2010) ;
- membre de l'Académie des sciences (2010) ;
- membre de l'Academia Europaea (2011) ;
- Wolf-Ramanujan lecture (2012) ;
- docteur honoris causa de l'université de McMaster (2012) ;
- professeur au Collège de France, chaire annuelle « Innovation et technologie » (2012-2013) ;
- Grande médaille de la Société française de métallurgie et matériaux (2013) ;
- Cambridge Grant award for excellence in teaching in materials science (2018) ;
- Jiaotong University Master Distinguished lecture (2018) ;
- Kelly lecture de Armours and Brasiers (Cambridge 2019) ;
- docteur honoris causa de l'Université catholique de Louvain (2019).